# Устойчивость (динамические системы)
Устойчивость — свойство решения дифференциального уравнения притягивать к себе другие решения при условии достаточной близости их начальных данных. В зависимости от характера притяжения выделяются различные виды устойчивости. Устойчивость является предметом изучения таких дисциплин, как теория устойчивости и теория динамических систем. 

## Определения
Пусть {\displaystyle \Omega } — область фазового пространства {\displaystyle \mathbb {R} ^{n}}, {\displaystyle I=[\tau ;\infty )}, где {\displaystyle \tau \in \mathbb {R} }. Рассмотрим систему дифференциальных уравнений следующего вида:
| {\displaystyle {\dot {x}}=f(t,x),} | (1) |

где {\displaystyle x\in \mathbb {R} ^{n}}, функция {\displaystyle f} определена, непрерывна и удовлетворяет условию Липшица локально по {\displaystyle x} в области {\displaystyle I\times \Omega }.
При этих условиях для любых {\displaystyle (t_{0},x_{0})\in I\times \Omega } существует единственное решение {\displaystyle x(t,t_{0},x_{0})} системы (1), удовлетворяющее начальным условиям: {\displaystyle x(t_{0},t_{0},x_{0})=x_{0}}. Выделим некоторое решение {\displaystyle \varphi (t)}, определённое на интервале {\displaystyle J^{+}=[t_{0};\infty )}, таком, что {\displaystyle J^{+}\subset I} и будем называть его невозмущённым решением.

### Устойчивость по Ляпунову
Невозмущённое решение {\displaystyle \varphi (t)} системы (1) называется устойчивым по Ляпунову, если для любых {\displaystyle t_{0}>\tau } и {\displaystyle \varepsilon >0} существует {\displaystyle \delta >0}, зависящее только от {\displaystyle \varepsilon } и {\displaystyle t_{0}} и не зависящее от {\displaystyle t}, такое, что для всякого {\displaystyle x_{0}}, для которого {\displaystyle \|x_{0}-\varphi (t_{0})\|<\delta }, решение {\displaystyle x} системы (1) с начальными условиями {\displaystyle x(t_{0})=x_{0}} продолжается на всю полуось {\displaystyle J^{+}} и для любого {\displaystyle t\in J^{+}} удовлетворяет неравенству {\displaystyle \|x(t)-\varphi (t)\|<\varepsilon }.
Символически это записывается так:
{\displaystyle \forall \varepsilon >0,\forall t_{0}\in I\ \exists \delta (t_{0},\varepsilon )>0:\ \forall x_{0}:\|x_{0}-\varphi (t_{0})\|<\delta \Rightarrow \forall t\in J^{+}:\|x(t,t_{0},x_{0})-\varphi (t)\|<\varepsilon .}
Невозмущённое решение {\displaystyle \varphi (t)} системы (1) называется неустойчивым, если оно не является устойчивым по Ляпунову, то есть
{\displaystyle \exists \varepsilon >0,\exists t_{0}\in I:\forall \delta >0\ \exists x_{0}:\|x_{0}-\varphi (t_{0})\|<\delta ,\exists t_{*}>t_{0}:\|x(t_{*},t_{0},x_{0})-\varphi (t_{*})\|=\varepsilon .}

### Равномерная устойчивость
Невозмущённое решение {\displaystyle \varphi (t)} системы (1) называется равномерно устойчивым по Ляпунову, если {\displaystyle \delta } из предыдущего определения зависит только от {\displaystyle \varepsilon }:
{\displaystyle \forall \varepsilon >0\ \exists \delta (\varepsilon )>0:\ \forall x_{0},\forall t_{0}\in I:\|x_{0}-\varphi (t_{0})\|<\delta \Rightarrow \forall t\in J^{+}:\|x(t,t_{0},x_{0})-\varphi (t)\|<\varepsilon .}

### Асимптотическая устойчивость
Невозмущённое решение {\displaystyle \varphi (t)} системы (1) называется асимптотически устойчивым, если оно устойчиво по Ляпунову и является притягивающим, то есть выполняется условие {\displaystyle \lim _{t\to \infty }\|x(t,t_{0},x_{0})-\varphi (t)\|=0} для любого решения {\displaystyle x(t)} с начальными данными {\displaystyle x_{0}}, для которых выполняется неравенство {\displaystyle ||x_{0}-\varphi (t_{0})||<\delta _{0}} при некотором {\displaystyle \delta _{0}}.
Существуют определённые разновидности асимптотической устойчивости. Невозмущённое решение {\displaystyle \varphi (t)} системы (1) называется:
- эквиасимптотически устойчивым, если оно устойчивое и эквипритягивающее ({\displaystyle x(t)} не зависит от {\displaystyle x_{0}}).
- равномерно асимптотически устойчивым, если оно равномерно устойчивое и равномерно притягивающее ({\displaystyle x(t)} не зависит от {\displaystyle t_{0}}и {\displaystyle x_{0}}).
- асимптотически устойчивым в целом, если оно устойчивое и глобальнопритягивающее (отсутствует ограничение на {\displaystyle x_{0}}).
- равномерно асимптотически устойчивым в целом, если оно равномерно устойчивое и равномерно и глобальнопритягивающее.

### Замечание
В качестве невозмущённого решения системы можно рассматривать тривиальное решение {\displaystyle x(t)\equiv 0}, что делает условия устойчивости более простыми. Для этого необходимо ввести сдвигающую замену {\displaystyle y=x-\varphi } и рассматривать систему
{\displaystyle {\dot {y}}=g(t,y),}
где {\displaystyle g(t,y)=f(t,y+\varphi (t))-f(t,\varphi (t)).}